# Зееберг, Ксения
Ксения Зееберг (нем. Xenia Seeberg, род. 4 апреля 1967, Гельдерн, Германия как нем. Anke Wesenberg) — немецкая актриса кино и телевидения. Известна по роли Зев Беллрингер в научно-фантастическом телесериале «Лексс».

## Биография
Ксения Зееберг родилась в Германии в 1967 году, 4 апреля. Её мать была художником, а отец гитаристом.
Будучи подростком, она училась классическому танцу. В колледже изучала латынь и философию, имеет учёные степени по этим предметам. После получения диплома колледжа, её желание совершенствоваться дальше в качестве драматической актрисы привело её в Нью-Йоркскую Актёрскую Школу Ли Страсберга, где она пробыла достаточно долго. Свободно владеет немецким, английским и французским языками.
Ксения работает актрисой и певицей в Америке, записала два диска с американской группой Vertikal. Замужем за актёром Свеном Мартинеком, в 2005 году у них родился сын Филип-Элиас.
Ксения Зееберг играла в сериале «Лексс» роль Зев, после ухода первоначально исполнявшей эту роль Евы Хаберманн. Ксении в 1998 году, когда снимали второй сезон, был 31 год. Она встретилась с Полом Донованом (создатель и режиссёр «Лексса») в аэропорту Нью-Йорка и после часовой беседы была утверждена на роль. Ксения не копировала свою предшественницу, а играла так, как её видела сама, сделав героиню немного чудаковатой.

## Фильмография
| Год       |   | Русское название     | Оригинальное название     | Роль             |
| --------- | - | -------------------- | ------------------------- | ---------------- |
| 1996      | с | Запретная любовь     | Verbotene Liebe           |                  |
| 1997      | ф | Достучаться до небес | Knockin' on Heaven’s Door | Полисмен в отеле |
| 1998—2002 | с | Лексс                | Lexx                      | Зев              |
| 1999      | с | Вспомнить всё 2070   | Total Recall 2070         |                  |
| 1999      | с | Рита                 | Ritas Welt                |                  |
| 2001      | с | Одно дело на двоих   | Ein Fall für zwei         |                  |
| 2001      | ф | За пределом          | Beyond the Limits         |                  |
| 2005      | ф | Клоун                | Der Clown                 | Мона             |
| 2008      | ф | 80 минут             | 80 Minutes                |                  |
| 2009      | ф | Формула судного дня  | ANNIHILATION EARTH        |                  |